# Yami
やみ（英語：yami，1998年6月24日—）姓名林優，網名有Chanbaekkailu，是中國大陸Cosplay。她身高160厘米，三圍36F-24 -36，號稱「最可愛coser」。
她活躍於中日，根據2023年報導，現居日本。她熱愛動漫和遊戲，特別技能是煮飯。最喜歡的日本名人是橋本環奈、神谷浩史。之後想試試角色扮演寵物小精靈小智，她喜歡《體育報知》佐藤。

## 簡歷
1998年6月24日出生於上海。她表示很喜歡日本動漫，想做動漫主角，所以愛扮演不同角色。第一個扮演角色是初音未來。
2018年，他在Twitter發表《工作細胞》作品而引起關注。同年3月參加AnimeJapan「碧藍航線」的角色演出 。同年6月「豐島園的視覺女王拍照會」上現身，她和江奈子、天木潤一起穿泳衣。同年8月10日至12日的C94中，他展示了《我的朋友很少》角色「柏崎瀨奈」造型。2019年，聯合WEGO發佈了合作項目。
2018年1月開始與伊織萌結交。她說「我們不僅性格像，還有很多共同點，都喜歡動漫和遊戲，所以我們很快就成了朋友。每次去日本，他們都很歡迎我，很…對我很好。」 
2020年，「荒野行动」公佈他的人物扮演造型 。2021年，『アーテリーギア-機動戦姫-』「Nio」官方角色扮演者。 同年3月3日，HoriPro公司宣布跟她合作，Yami為此留言。2023年6月23日，東京一家書店舉辦她的第一本寫真集《yammy! 》之Sports Hochi發佈會。同年6月19日在第29期《週刊Young Magazine》發佈時，他演出了《想看妳露出羞恥的模樣》一個角色。 2024年1月31日離開了HoriPro國際。但是至2024年2月底，她並無於網上公開事件。官方粉絲會保留並繼續由Fanicon公司營運。

## 出版

### 寫真
- Takeo Dec.『yammy!』（2023年6月、講談社。978-4-06-532637-4）

### 雑誌
- 《週刊Young Magazine》2018年5月28日 3（24）
- 《週刊Young Magazine》2023年3月27日 44（15）